# John Melhuish Strudwick

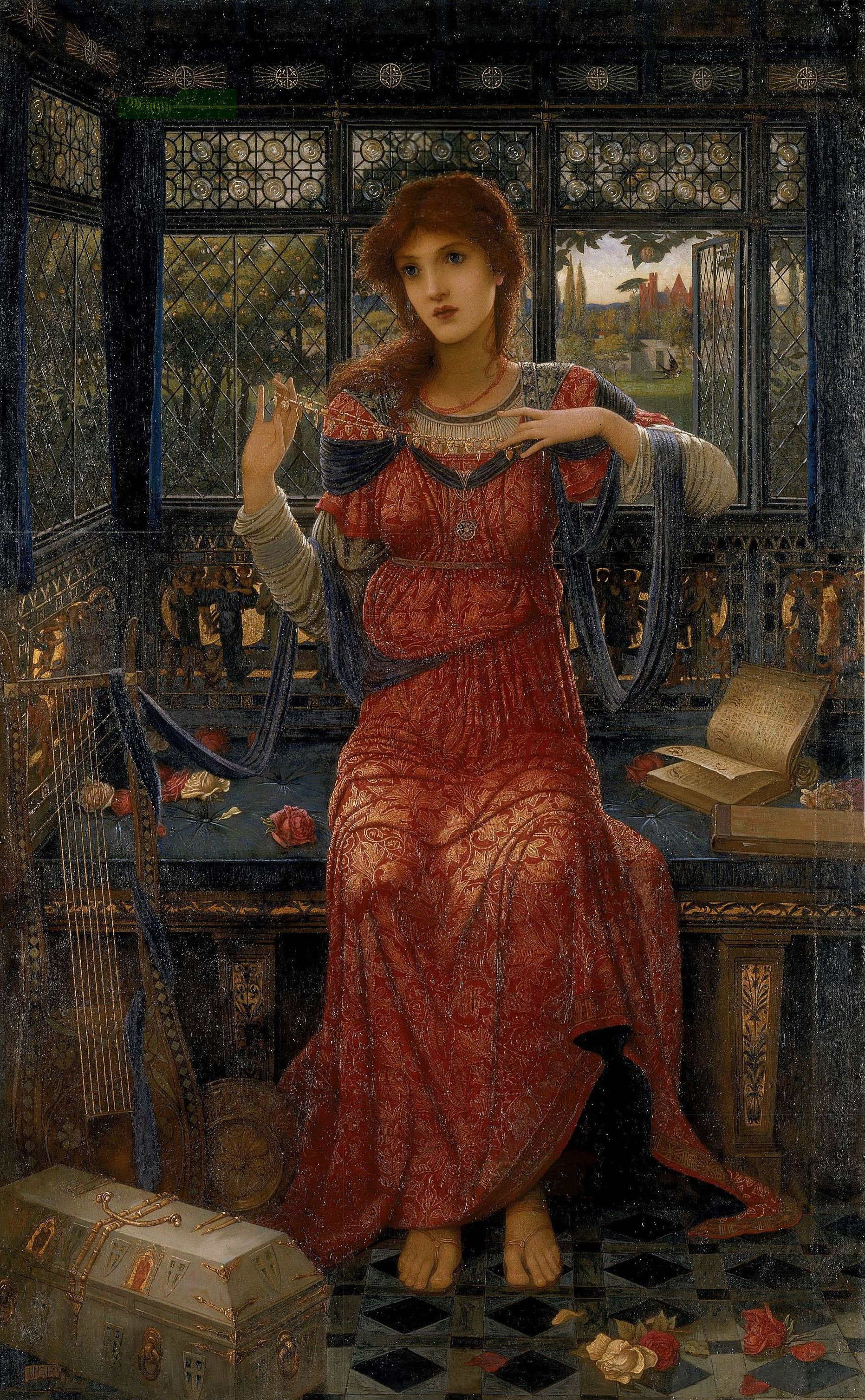
Strudwick, Oh Swallow, Swallow... (1894)

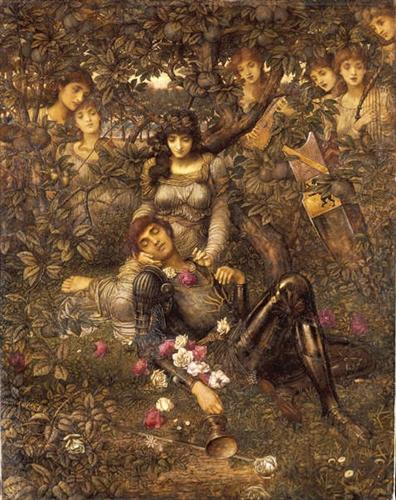
Strudwick, Acrasia (c1888)

John Melhuish Strudwick (Clapham, Londres, 6 de mayo de 1849 - Hammersmith, 16 de julio de 1937) fue un pintor británico de la época victoriana, perteneciente a la Hermandad Prerrafaelita.
Era hijo de William Strudwick (1808–1861) y de Sarah Melhuish (1800–1862).
Recibió clase en la grammar school de San Saviour en Southwark. Defraudó las expectativas familiares de dedicarse a los negocios y se matriculó en las Royal Academy Schools, donde no destacó como estudiante. En la década de 1860 se sintió muy animado por el pintor escocés John Pettie, cuya pintura imitó en obras posteriores. Su obra basada en la balada escocesa Auld Robin Gray, que se exhibió en la Royal Society of British Artists en 1873, es un buen ejemplo del estilo de Strudwick en este periodo.
En la década de 1870 su estilo cambió. Pasó a trabajar primero como asistente en el estudio de su tío el pintor Spencer Stanhope y después en el de Edward Burne-Jones. Junto a otros artistas del círculo de Burne-Jones, Strudwick expuso en la galería de arte londinense Grosvenor y también en la New Gallery (situada en el n.º 21 de Regent Street).
Strudwick instaló su propio estudio en Hammersmith, muy próximo a los de Burne-Jones y Thomas Matthews Rooke (quien también había sido asistente de Burne-Jones). El éxito inicial de Strudwick terminó cuando algunos clientes ricos e influyentes, como los armadores de Liverpool William Imrie y George Holt le retiraron su apoyo. Para protestar por lo que parecía una campaña para que abandonara su carrera, dejó sin terminar su obra When Sorrow comes in Summer Days, Roses Bloom in Vain.

## Vida privada
Se casó con Harriet Reed, con la que tuvo una hija, Ethel (1880–1954), quien llegó a ser directora de la prestigiosa escuela femenina de San Pablo en Brook Green, Londres, entre 1927 y 1948, y tuvo la distinción de comendadora de la Orden del Imperio británico.